# علم الأوبئة الوراثية
علم الأوبئة الوراثية أو علم الأوبئة الجينية (بالإنجليزية: Genetic epidemiology) هو دراسة دور العوامل الوراثية في تحديد الصحة والمرض في الأسر والسكان، وتفاعل هذه العوامل الوراثية مع العوامل البيئية. يسعى علم الأوبئة الوراثية إلى استخلاص تحليل إحصائي وكمي لكيفية عمل علم الوراثة في مجموعات كبيرة.

## تعريف
ظهر استخدام مصطلح علم الأوبئة الجينية في منتصف الثمانينات كمجال علمي جديد.
في اللغة الرسمية، تم تعريف علم الأوبئة الوراثية من قبل نيوتن مورتون، أحد رواد هذا المجال، بأنه "علم يتعامل مع مسببات المرض وتوزيعه ومكافحته في مجموعات من الأقارب والأسباب الموروثة للمرض بين السكان". وهو متحالف بشكل وثيق مع كل من علم الأوبئة الجزيئية وعلم الوراثة الإحصائية، ولكن لكل من هذه المجالات المتداخلة اهتمامات ومجتمعات ومجلات متميزة.
أحد تعريفات هذا المجال يتبع بشكل وثيق تعريف علم الوراثة السلوكية، حيث يُعرّف علم الأوبئة الوراثية بأنه "النظام العلمي الذي يتعامل مع تحليل التوزيع العائلي للسمات، بهدف فهم أي أساس جيني محتمل"، والذي "يسعى إلى فهم كل من العوامل الوراثية والبيئية وكيفية تفاعلها لإنتاج الأمراض والصفات المختلفة لدى الإنسان". تتبنى المجلة الطبية البريطانية تعريفًا مشابهًا، "علم الأوبئة الوراثية هو دراسة مسببات المرض وتوزيعه والسيطرة عليه في مجموعات من الأقارب والأسباب الموروثة للمرض بين السكان".

## تاريخ
في وقت مبكر من القرن الرابع قبل الميلاد، اقترح أبقراط في مقالته "في الهواء والمياه والأماكن" أن عوامل مثل السلوك والبيئة قد تلعب دورا في المرض. دخل علم الأوبئة مرحلة أكثر انتظامًا مع عمل جون جراونت، الذي حاول في عام 1662 قياس معدل الوفيات في لندن باستخدام نهج إحصائي، حيث قام بجدولة العوامل المختلفة التي يعتقد أنها لعبت دورًا في معدلات الوفيات. يعتبر جون سنو أبو علم الأوبئة، وكان أول من استخدم الإحصائيات لاكتشاف واستهداف أسباب المرض، وتحديدًا تفشي الكوليرا في عام 1854 في لندن. قام بالتحقيق في حالات الكوليرا ورسمها على خريطة تحدد السبب الأكثر احتمالا للكوليرا، والذي تبين أنه آبار المياه الملوثة.

### التاريخ الحديث
بدأ علم الوراثة الحديث على أساس عمل جريجور مندل. وبمجرد أن أصبح هذا معروفًا على نطاق واسع، أدى إلى ثورة في دراسات الوراثة في جميع أنحاء المملكة الحيوانية؛ مع دراسات تظهر انتقال الجينات والسيطرة على الخصائص والصفات. عندما تبين أن الاختلاف الجيني يؤثر على المرض، بدأ العمل على قياس العوامل التي تؤثر على المرض، وتسارع العمل في القرن العشرين. شهدت الفترة التي تلت الحرب العالمية الثانية أكبر تقدم في هذا المجال، حيث ساعد علماء مثل نيوتن مورتون في تشكيل مجال علم الأوبئة الوراثية كما هو معروف اليوم، مع تطبيق علم الوراثة الحديث على الدراسة الإحصائية للأمراض، وكذلك إنشاء دراسات وبائية واسعة النطاق مثل دراسة فرامنغهام للقلب .
في ستينيات وسبعينيات القرن العشرين، لعب علم الأوبئة دورًا في استراتيجيات القضاء على مرض الجدري الذي يحدث بشكل طبيعي في جميع أنحاء العالم.

## الأساسيات
تقليديًا، تتقدم دراسة دور علم الوراثة في المرض من خلال تصميمات الدراسة التالية، حيث يجيب كل منها على سؤال مختلف قليلًا:
- دراسات التجميع العائلي: هل هناك مكون وراثي للمرض، وما هي المساهمات النسبية للجينات والبيئة؟
- دراسات الفصل: ما هو نمط وراثة المرض (على سبيل المثال السائد أو المتنحي)؟
- دراسات الارتباط: في أي جزء من الكروموسوم يقع جين المرض؟
- دراسات الجمعيات: ما هو أليل أي جين يرتبط بالمرض؟

وقد أثبت هذا النهج التقليدي نجاحه الكبير في تحديد الاضطرابات أحادية الجين وتحديد الجينات المسؤولة.
في الآونة الأخيرة، توسع نطاق علم الأوبئة الوراثية ليشمل الأمراض الشائعة التي تساهم فيها العديد من الجينات بشكل أصغر (الاضطرابات متعددة الجينات أو متعددة العوامل أو متعددة الجينات). لقد تطور هذا بسرعة في العقد الأول من القرن الحادي والعشرين بعد الانتهاء من مشروع الجينوم البشري ، حيث أن التقدم في تكنولوجيا التنميط الجيني وما يرتبط به من تخفيضات في التكلفة جعل من الممكن إجراء دراسات الارتباط على نطاق الجينوم على نطاق واسع والتي تحدد النمط الجيني لآلاف من الكائنات المنفردة. تعدد أشكال النيوكليوتيدات في آلاف الأفراد. وقد أدى ذلك إلى اكتشاف العديد من الأشكال الجينية المتعددة التي تؤثر على خطر الإصابة بالعديد من الأمراض الشائعة. يمكن أيضًا أن ينحرف علم الأوبئة الوراثية بسبب وجود ضغوط تطورية تحفز الانتقاء السلبي أثناء التطور الجزيئي. يمكن تحديد هذا الاختيار السلبي من خلال تتبع انحراف توزيع الطفرات ذات التأثيرات الشديدة المفترضة مقارنة بتوزيع الطفرات ذات التأثير الخفيف أو الغائب المفترض.

## منهجيات
تتبع الأبحاث الوبائية الوراثية ثلاث خطوات منفصلة:
1. إثبات وجود مكون وراثي للاضطراب.
2. تحديد الحجم النسبي لذلك التأثير الوراثي مقارنة بمصادر التباين الأخرى في خطر المرض (التأثيرات البيئية مثل بيئة الرحم، التأثيرات الفيزيائية والكيميائية بالإضافة إلى الجوانب السلوكية والاجتماعية).
3. تحديد الجين (الجينات) المسؤولة عن المكون الجيني.

يمكن تقييم منهجيات البحث هذه من خلال الدراسات العائلية أو السكانية. 

## أنظر أيضا
- علم التخلق
- اضطراب جيني
- علم الأوبئة الجزيئي
- طفرة (أحياء)
- وراثيات سكانية
- مبدأ هاردي-واينبيرغ
- العرق والصحة